# 小林暁子
小林 暁子（こばやし あきこ）は、医療法人社団順幸会小林メディカルクリニック東京理事長・院長である。夫は医師の小林弘幸。

## 来歴
1996年、順天堂大学医学部を卒業。同大学の内科・皮膚科に勤務。
2006年、夫の小林弘幸とともに、医療法人社団順幸会小林メディカルクリニック東京を開院し、理事長・院長を務める。
肌荒れの原因にもなる便秘の改善医療で、治療とともに食事をはじめとする生活習慣を改善する指導を行い、不調の原因の根本的改善を目指している。

## 著書
- 2013年12月27日『9割の心の不調は自分で治せる』KADOKAWA。ISBN 9784046001115。
- 2018年7月18日『女性の自律神経の乱れは「腸」で整える』PHP研究所。ISBN 9784569840161。
- 2018年8月20日『医者が教える最高の美肌術』アスコム。ISBN 9784776210108。

### 共著書
- 2016年3月25日『きょうから発酵ライフ 体の真ん中から健・幸・美』（NHKテキスト NHK趣味どきっ!）NHK出版。ISBN 9784142287390。